# جورجو کولانجلی
جورجو کولانجلی (انگلیسی: Giorgio Colangeli؛ زادهٔ ۱۴ دسامبر ۱۹۴۹) بازیگر اهل ایتالیا است.
از فیلم‌ها یا برنامه‌های تلویزیونی که وی در آن نقش داشته است، می‌توان به قتل، ایل دیوو، مردم رم، شام، زندگی ما، معصوم و با من از عشق بگو اشاره کرد. کولانجلی در سال ۱۹۹۹ برنده جایزه انجمن ملی فیلم ایتالیا بهترین بازیگر نقش مکمل مرد شده است.